# Onciale 0151
- Papyrus
- Onciale
- Minuscules
- Lectionnaire

Le Codex 0151, portant le numéro de référence 0151 (Gregory-Aland), est un manuscrit du Nouveau Testament sur parchemin écrit en écriture grecque onciale.

## Description
Le codex se compose de 192 folios. Il est écrit en deux colonnes, de 33 lignes par colonne. Les dimensions du manuscrit sont 34 x 25 cm. Les paléographes datent ce manuscrit du IXe siècle,. 
C'est un manuscrit contenant le texte incomplet de l'Épîtres de Paul avec lacunes. Il contient des commentaires. 
Le texte du codex représenté Texte byzantin. Kurt Aland le classe en Catégorie V. Il est proche du Codex Mosquensis I.
Lieu de conservation
Le codex est conservé au Monastère Saint-Jean-le-Théologien (Ms. 62) à Patmos.